# 요시히라 쓰바사
요시히라 쓰바사(일본어: 吉平 翼, 1998년 1월 5일 ~ )는 일본의 축구 선수이다. 현재 J2리그의 카탈레 도야마에서 뛰고 있다.

## 구단 경력
그는 2015년부터 J리그의 오이타 트리니타, 블라우블리츠 아키타, 후지에다 MYFC, 카탈레 도야마에서 뛰었다.